# Prémio Pulitzer de Reportagem Explicativa
O Prémio Pulitzer de Reportagem Explicativa tem sido entregue desde 1998, a um exemplo notável de reportagem explicativa que ilustre um assunto significativo e complexo, demonstrando uma apresentação lúcida  e clara. De 1985 a 1997, foi conhecido como Prémio Pulitzer de Jornalismo Explicativo.
O Comité do Prémio Pulitzer anunciou uma nova categoria em Novembro de 1984, citando um conjunto de artigos explicativos que tinham vencido sete meses antes o Prémio Pulitzer de Reportagem Especial. A série "Making It Fly" de Peter Rinearson do The Seattle Times, foi um relato de 29.000 palavras do desenvolvimento do avião comercial a jacto Boeing 757. Foi incluído na categoria de Reportagem Nacional, mas os jurados mudaram-no para a Reportagem Especial para a entrega do prémio  No seguimento, o Comité do Prémio Pulitzer afirmou que iria criar uma nova categoria em parte devido à ambiguidade sobre onde poderia ser reconhecidos os relatos investigativos como "Making It Fly" . O Comité Pulitzer emite uma justificação oficial explicando os motivos do prémio. 

## Lista de vencedores do Prémio Pulitzer de Jornalismo Explicativo
- 1985: Jon Franklin, The Baltimore Evening Sun, "pelo seu conjunto de sete partes 'The Mind Fixers,' sobre a nova ciência da psiquiatria molecular."
- 1986: Redacção do The New York Times, "pelo conjunto de seis partes sobre a Iniciativa Estratégica de Defensa, que explorou os assuntos científicos, políticos e de política externa envolvidos na 'Guerra das Estrelas.'"
- 1987: Jeff Lyon e Peter Gorner, Chicago Tribune. "pela sua série sobre as promessas da Terapia Genética, que examinou as implicações deste tratamento médico revolucionário."
- 1988: Daniel Hertzberg e James B. Stewart, The Wall Street Journal, "pelas suas histórias sobre um bancário investidor acusado de insider  trading e o dia crítico que se seguiu ao crash do mercado de acções da Segunda-feira negra a 19 de Outubro de 1987."
- 1989: David Hanners, repórter; William Snyder, fotógrafo; e Karen Blessen, artista, The Dallas Morning News, "pela sua reportagem especial sobre um acidente de um avião em 1985, a investigação subsequente e as implicações para a segurança aérea. "
- 1990: David A. Vise e Steve Coll, The Washington Post, "pelas histórias escrutinando a Comissão de Títulos de Câmbio dos Estados Unidos e o modo como foi afectada pelas políticas do seu anterior presidente, John Shad."
- 1991: Susan C. Faludi, The Wall Street Journal, "por uma reportagem sobre for a aquisição alavancada das Lojas Safeway, Inc., que revelou os custos humanos elevados da alta finança."
- 1992: Robert S. Capers e Eric Lipton, Hartford Courant, "por uma série sobre o falho Telescópio espacial Hubble, que ilustrou muitos dos problemas que afligiam o programa espacial dos EUA."
- 1993: Mike Toner, The Atlanta Journal-Constitution, "por 'Quando os Bichos Lutam de volta,' uma série que explorou a eficácia diminuída dos antibióticos e pesticidas."
- 1994: Ronald Kotulak, Chicago Tribune, "for his lucid coverage of current developments in neurological science."
- 1995: Leon Dash, escritor da redacção; e Lucian Perkins, fotógrafo, The Washington Post, "pelo seu perfil da luta de uma família de Columbia D. C. contra os ciclos destrutivos de pobreza, iliteracia, pobreza, crime e abuso de drogas."
- 1996: Laurie Garrett, Newsday, "pela sua reportagem corajosa a partir do Zaire sobre o surto do vírus Ébola que surgiu lá." (A vencedora estava nomeada na categoria do Reportagem Internacional mas foi transferida pelo Comité do Prémio Pulitzer para o Jornalismo Explicativo.)
- 1997: Michael Vitez, repórter, e April Saul e Ron Cortes, fotógrafos do The Philadelphia Inquirer, "por uma série sobre as escolhas com que se confrontaram os doentes terminais que pretendiam morrer com dignidade."

## Lista de vencedores do Prémio Pulitzer de Reportagem Explicativa
- 1998: Paul Salopek, Chicago Tribune, "pelo seu perfil esclarecedor do Projecto da Diversidade do Genoma Humano, que procura catalogar as relações genéticas entre todas as pessoas."
- 1999: Richard Read, The Oregonian, "por ilustrar vividamente o impacto doméstico da crise da economia Asiática através de perfis sobre a indústria local de exportação de batatas fritas congeladas."
- 2000: Eric Newhouse, Great Falls Tribune, "pelo seu exame vívido do abuso de álcool e os problemas que cria na comunidade."
- 2001: Redacção do Chicago Tribune, "por 'Porta de Entrada para Gridlock,' o seu perfil claro e chamativo do sistema caótico de tráfego aéreo Norte-americano."
- 2002: Redacção do The New York Times, "pela sua reportagem informada e detalhada, antes e após os ataques de 11 de setembro de 2001 nos Estados Unidos, que perfilaram a rede global de terrorismo e as ameaças que esta coloca."
- 2003: Redacção do The Wall Street Journal, "pelas suas histórias claras, concisas e abrangentes que ilustraram as raízes, signifcância e impacto dos escândalos empresariais nos EUA. Este trabalho foi originalmente nomeado na categoria de Serviço Público, mas foi transferido pelo júri."
- 2004: Kevin Helliker e Thomas M. Burton, The Wall Street Journal, "pela sua análise inovadora dos aneurismas, um problema médico muitas vezes esquecido que mata milhares de Norte-americanos anualmente."
- 2005: Gareth Cook, The Boston Globe, "por explicar, com claridade e humanidade, as dimensões científicas e éticas complexas da investigação de células-tronco."
- 2006: David Finkel, The Washington Post, "pelo seu estudo de caso ambicioso e claro sobre a tentativa do governo dos Estados Unidos em levar democracia ao Iémen."
- 2007: Kenneth R. Weiss, Usha Lee McFarling e Rick Loomis dos Los Angeles Times, "pelas suas reportagens ricamente retratadas sobre os oceanos em dificuldade, contando a história na versão impressa e online, e provocando reacções entre os leitores e instituições públicas."
- 2008: Amy Harmon do The New York Times, "pelo seu exame marcante dos dilemas e assuntos éticos que acompanham os testes de ADN, usando histórias humanas para aguçar as suas reportagens."
- 2009 Bettina Boxall e Julie Cart dos Los Angeles Times, "pela sua exploração nova e diligente dos custos e eficácia das tentativas de combater a ameaça crescente dos incêndios florestais em todo a região oeste dos Estados Unidos."
- 2010 Michael Moss e membros da redacção do The New York Times "pela sua reportagem implacável sobre os hamburgueres contaminados e outros assuntos de segurança alimentar."
- 2011' Mark Johnson, Kathleen Gallagher, Gary Porter, Lou Saldivar e Alison Sherwood do Milwaukee Journal Sentinel "pelo seu exame lúcido de um esforço épico de utilizar tecnologia genética para salvar um rapaz de 4 anos com uma doença misteriosa, contado com palavras, gráficos, vídeos e outras imagens"
- 2012 David Kocieniewski do The New York Times "pela sua série lúcida que penetrou o emaranhado legal para explicar como é que os cidadãos e empresas mais ricas do país conseguiam muitas vezes explorar os buracos e evitar impostos."
- 2013 Redacção do The New York Times (incluindo os repórteres David Barboza, Charles Duhigg, David Kocieniewski, Steve Lohr, John Markoff, David Segal, David Streitfeld, Hiroko Tabuchi, e Bill Vlasic) "pelo seu olhar penetrante nas práticas empresariais da Apple e outras empresas tecnológicas, que ilustrou o lado mais negro de uma economia global em mudança para os trabalhadores e consumidores."
- 2014 Eli Saslow doThe Washington Post "pela sua reportagem inquietante sobre a prevalência de senhas de refeição nos EUA da pós-recessão, forçando os leitores a lutarem contra os assuntos da pobreza e dependência."[1]
- 2015 Zachary R. Mider do Bloomberg News "por uma explicação diligente, clara e divertida de como é que muitas empresas dos EUA se esquivam aos imposto e porque é que os legisladores e reguladores não os conseguem parar."[2]